# Sauromates II
Sauromates II o també Tiberi Juli Sauromates (grec antic: Τιβέριος Ἰούλιος Σαυροματης Φιλόκαισαρ Φιλορώμαίος Eυσεbής, llatí: Tiberius Julius Sauromates Philocaesar Philoromaios Eusebes) va ser rei del Bòsfor
Era fill de Remetalces, i va ser successor de Juli Eupator, que potser era el seu oncle, cap a l'any 173 o 174. El seu regnat va ser contemporani dels emperadors romans Marc Aureli, Còmmode, Pèrtinax, Didi Julià, Septimi Sever i Caracal·la. Es conserven monedes amb la seva cara i les efigies d'alguns d'aquests emperadors, la darrera datada l'any 210. Va regnar uns 22 anys i el va succeir el seu fill Rescuporis II, cap al 210 o poc després.
Es conserva una inscripció que celebra la seva victòria sobre els escites, i diu també que va ocupar la Tàurida, conquerida a aquest poble. Va tenir al menys un fill, d'una dona de nom desconegut, Rescuporis II, rei del Bòsfor del 210 al 227.